# プレジデント・ウィルソン
プレジデント・ウィルソン（英: President Wilson）は、アメリカン・プレジデント・ラインが運航していた客船。

## 初期の経歴
プレジデント・ウィルソンは第二次世界大戦中の1944年（昭和19年）11月27日、戦時標準船アドミラル･W･S･ベンソン級輸送艦アドミラル･F･B･アップハムとして起工された。しかしこの時点で対独戦、対日戦は勝利の見えた戦いとなっており、多くの艦艇が発注をキャンセルされていた。アドミラル･F･B･アップハムも例外ではなく、12月16日には早くも計画中止となる。戦後工事が再開され1946年（昭和21年）11月24日、進水。1948年（昭和23年）4月27日竣工、当時世界一周航路を再開したばかりであったアメリカン･プレジデント･ライン社が入手し、取り扱いが海軍から合衆国海事委員会に移管された。民間船となったアップハムは船名をプレジデント・ウィルソンと改名して太平洋航路の客船として就航する。

## プレジデント・ウィルソン時代
プレジデント・ウィルソンは姉妹船のプレジデント・クリーブランド、プレジデント・フーヴァーとともに日本-アメリカ間を結ぶ太平洋航路の客船として運行された。元は輸送艦であったため速力は21ノットと高く、太平洋を二週間で横断することが可能であった。太平洋航路には日本郵船の氷川丸も就航していたが、その性能の高さや日本側の財政事情などもあり横浜からマニラ・ホノルル経由でサンフランシスコ、ロサンゼルスを結ぶ航路は事実上この二隻によって独占されていた。こうした事情から1950年代から1960年代にかけて日本ではウィルソンとクリーブランドの二隻の知名度は非常に高く、交通公社の時刻表に両船の運行予定が記載されるなど、馴染み深い存在であった。

## エピソード
- 日本人の船客が多かったため、遊具として碁盤と碁石が積まれているなど日本人向けのサービスが充実していた。遊具としてはこの他に麻雀セットなども積まれていた。
- エリザベス2世の戴冠式に出席する際乗船した皇太子時代の第125代天皇上皇明仁を始めとして[1]、日本の著名人が利用することも多かった。作家の三島由紀夫も1951年（昭和26年）12月に初の世界一周旅行に出発する際に利用した（詳細は『アポロの杯』を参照）[2]。